# Миролюбово (Болгария)
Миролюбово (болг. Миролюбово) — село в Бургасской области Болгарии. Входит в состав общины Бургас. Находится примерно в 18 км к северо-западу от центра города Бургас. По данным переписи населения 2011 года, в селе  проживало 107 человек.

## История
Село основано в 1923 году переселенцами из Восточной Фракии, до 1951 года село называлось Домусорман.

## Население
| Год     | 1934 | 1946 | 1956 | 1965 | 1975 | 1985 | 1992 | 2001 | 2011 |
| ------- | ---- | ---- | ---- | ---- | ---- | ---- | ---- | ---- | ---- |
| Жителей | 451  | 553  | 466  | 338  | 276  | 179  | 162  | 169  | 107  |

| Национальность | Человек | Процент |
| -------------- | ------- | ------- |
| болгары        | 103     | 96,26%  |
| турки          | 4       | 3,74%   |
| Всего ответов  | 107     |         |

|  |